# Chūōkōron-Literaturpreis
Der Chūōkōron-Literaturpreis (jap. 中央公論文芸賞, Chūōkōron Bungei Shō) wird seit 2006 anlässlich des 120-jährigen Bestehens vom Verlag Chūōkōron Shinsha vergeben. Der Preis ist mit 1 Million Yen Preisgeld dotiert. Die Preisträger werden im Oktober bekannt gegeben.
Der Chūōkōron-Literaturpreis ist die Fortsetzung des Fujin Kōron Bungei Shō, der 2001 durch Umbenennung des Frauenliteraturpreises ins Leben gerufen wurde.

## Preisträger
- 2006 Asada Jirō für Ohara meshimase (お腹召しませ)
- 2007 Kakuta Mitsuyo für Yōkame no semi (八日目の蝉)
- 2008 Nejime Shōichi für Arechi no ai (荒地の恋)
- 2009 Murayama Yuka für Double Fantasy (ダブル・ファンタジー, Daburu fantajī)
- 2010 Ekuni Kaori für Mahiru nanoni kurai heya (真昼なのに昏い部屋)
- 2011 Inoue Areno für Soko e ikuna (そこへ行くな) und Nonami Asa für Tsuchi no hate kara (地のはてから)
- 2012 Higashino Keigo für Namiya zakkaten no kiseki (ナミヤ雑貨店の奇蹟)
- 2013 Ishida Ira für Hokuto aru satsujinsha no kaishin (北斗　ある殺人者の回心)
- 2014 Kiuchi Nobori für Kushihiki chimori (櫛挽道守)
- 2015 Shinoda Setsuko für Indo kurisutaru (インドクリスタル) und Nakajima Kyōko für Nagai o-wakare (長いお別れ)
- 2016 Higashiyama Akira für Tsumi no owari (罪の終わり)
- 2017 Mori Eto für Mikazuki (みかづき)
- 2018 Asai Makate für Unjō unge (雲上雲下)
- 2019 Yoshida Shūichi für Kokuhō (国宝)
- 2020 Sakuragi Shino für Kazoku-jimai (家族じまい)
- 2021 Yamamoto Fumio für Jiten shinagara kōten suru (自転しながら公転する)
- 2022 Aoyama Bunpei für Sokobore (底惚れ)
- 2023 Satō Ken’ichi für Chanbara (チャンバラ) und Kawagoe Sōichi für Passion (パシヨン, Pashon)
- 2024 Ogiwara Hiroshi für Warau mori (笑う森)

## Auswahlkomitee
Das gegenwärtige Auswahlkomitee besteht aus folgenden 3 Mitgliedern:
- Watanabe Junichi (渡辺淳一)
- Hayashi Mariko (林真理子)
- Kashima Shigeru (鹿島茂)